# 比利亚曼里克德拉孔德萨
比利亚曼里克德拉孔德萨，是西班牙安达卢西亚自治区塞维利亚省的一个市镇。总面积58平方公里，总人口3607人（2001年），人口密度62人/平方公里。